# Municipio de Vecpiebalga
El municipio de Vecpiebalgas (en Letón: Vecpiebalgas novads) es uno de los ciento diez municipios de Letonia, que abarca una pequeña porción del territorio de dicho país báltico. Fue creado durante el año 2009 después de una reorganización territorial. La capital es la villa de Vecpiebalga.

## Ciudades y zonas rurales
- Dzērbenes pagasts (zona rural)
- Inešu pagasts (zona rural)
- Kaives pagasts (zona rural)
- Taurenes pagasts (zona rural)
- Vecpiebalgas pagasts (zona rural)

## Población y territorio
Su población se encuentra compuesta por un total de 4.776 personas (2009). La superficie de este municipio abarca una extensión de territorio de unos 542,5 kilómetros cuadrados. La densidad poblacional es de 8,80 habitantes por cada kilómetro cuadrado.